# Dichorda remotaria
Dichorda remotaria là một loài bướm đêm trong họ Geometridae.